# 鹿島神社 (伊東市)
鹿島神社（かしまじんじゃ）は、静岡県伊東市湯川にある神社。地名を冠して湯川鹿島神社（ゆかわかしまじんじゃ）、あるいは単に湯川神社（ゆかわじんじゃ）とも称される。

## 概要
伊東駅の北西、線路を渡った先にある伊東公園と隣接する形で鎮座している。
創建は不詳。元々は伊東駅より海側にあったが、明治4年（1871年）の大火で社殿が焼失し、現在地に鎮座していた天神社に合祀する形になった。
10月中旬の例大祭（伊東秋祭り）では、市指定の無形民俗文化財にもなっている鹿島踊りの他、神輿の海上渡御なども行われる。

## 祭神
- 武甕槌命
- 菅原道真

## 文化財
- 鹿島踊り - 市指定無形民俗文化財[3]。